# Malaxis medinae
Malaxis medinae är en orkidéart som beskrevs av Germán Carnevali och Nog.-sav. Malaxis medinae ingår i släktet knottblomstersläktet, och familjen orkidéer. Inga underarter finns listade i Catalogue of Life.